# Café Wernicke
Café Wernicke ist eine Fernsehserie in 20 Episoden, die erstmals ab dem 26. November 1979 montags um 18:40 Uhr im Regionalprogramm des SFB der ARD für West-Berlin ausgestrahlt wurde und ein Jahr später ab dem 2. Dezember 1980 auch in den übrigen ARD-Regionalprogrammen. Das Drehbuch verfasste Rolf Schulz, der dabei von dem Historiker Joachim Fest beraten wurde. Die Regie führte Herbert Ballmann. Die Chamier-Film Berlin produzierte diese Serie im Auftrag des Berliner Werbefunks für den SFB (heute rbb).

## Inhalt
In zwanzig Folgen wird anhand der Geschichte des Café Wernicke die Geschichte Berlins bzw. Deutschlands erzählt. Der Handlungsbogen spannt sich vom Oktober 1925 bis ins Jahr 1952. Im Zentrum stehen die Besitzer des Cafés und ihre Stammgäste, insbesondere die Journalistin Ingeborg Gruner, der Maler Bernhard Blumenau, Ministerialrat a. D. von Borck und der Lebenskünstler Fritzenstein. An ihrem Stammtisch wird das politische Tagesgeschehen kritisch beobachtet und kommentiert.

## Episoden
Folge 1: Veränderungen

1925 – Die verwitwete Marie Wernicke heiratet ihren Angestellten, den Konditormeister Franz Lampe. Damit durchkreuzt sie unwissentlich die Pläne des windigen Bruno Matschinski, der eine gute Partie gewittert hatte. Matschinski, der mit Serviererin Dolly angebändelt hat, gibt so schnell nicht auf, das Café in seinen Besitz zu bringen.
Folge 2: Der neue Chef

1927/28 – Durch die Inflation gerät das Café Wernicke weiter in wirtschaftliche Schieflage. Heimlich kauft Bruno Matschinski alle Verbindlichkeiten auf und wird neuer Chef des Caféhauses. Der Student Hager, Mitglied im völkischen Bund Jungdeutschland, macht Dolly den Hof. Der eifersüchtige Matschinski gibt Dollys Drängen nach, das Ehepaar Lampe als Angestellte zu behalten.
Folge 3: Wolken

1929 – Matschinski will die Behandlungskosten für Dollys sterbenskranke Mutter übernehmen, als er infolge des New Yorker Börsenkrachs sein Vermögen verliert. Die Zukunft des Cafés bleibt ungewiss.
Folge 4: Pleiten

1930 – Matschinski beabsichtigt, die Geschäftsräume an einen Kinobetreiber zu verkaufen. Daraus eröffnet sich unvermittelt eine neue Perspektive: der Einstieg in die Filmproduktion. Die Schauspielerin Sylvia Holm warnt Matschinski jedoch, er solle hinters Licht geführt werden. Auch Fräulein Gruner ist besorgt, zieht Erkundigungen ein und bewahrt ihn gemeinsam mit Dolly vor der nächsten Pleite. Die Caféhausgemeinschaft hat ihre erste Bewährungsprobe bestanden.
Folge 5: Verordnete Not

1931 – Die Stammtischrunde will verhindern, dass das Café an eine Brauerei verkauft wird. Aber das Bankhaus von Blumenaus Onkel geht im Zuge der deutschen Bankenkrise in die Knie. Fritzenstein bringt schließlich die nötigen 35.000 Mark durch einen Wettgewinn in Hoppegarten und die Hilfe seiner neuen Herzdame auf. Lampes können ihren Betrieb zurückkaufen. Matschinski investiert das frische Geld umgehend in eine Fahnenfabrikation, die sich vor allem auf Heimarbeiterinnen stützt. Hager ist mittlerweile Mitglied der SA und hetzt gegen das „Juden-Café“ Wernicke.
Folge 6: Terror

1932 – Die wirtschaftliche Lage ist ziemlich desolat und deshalb arbeitet Konditormeister Lampe nachts in einer Brotfabrik. Da er sich für den Nationalsozialismus nicht begeistern kann, gerät er mit Arbeitskollegen in Streit. Bald darauf ereignet sich in der Fabrik ein Unfall, dem er zum Opfer fällt, und er muss die Arbeit aufgeben.
Folge 7: Die Wende

1933 – Das Hausverbot gegenüber den Nationalsozialisten kann nicht mehr aufrechterhalten werden. Inzwischen hat Matschinski als Mitglied der NSDAP eine kleine Karriere gemacht und hilft den Lampes, ihr Café zu behalten. Parallel dazu plant er aber auch, durch Intrigen wieder in dessen Besitz zu kommen.
Folge 8: Neue Ordnung

1934 – Frau Elmau bewirbt sich als Küchenhilfe im Café Wernicke. Als ihr Ehemann, ein Sozialdemokrat, aus der Haft entlassen wird, muss er feststellen, dass sein Sohn begeistert in die Hitlerjugend eingetreten ist.
Folge 9: Intermezzo

1935 – Das Verhältnis zwischen der Journalistin Ingeborg Gruners zum Maler Bernhard Blumenau gerät an seine Grenzen, da Blumenau jüdischen Glaubens ist und die beiden damit gegen die Rassegesetze verstoßen. Als Fritzenstein seiner politischen Witze wegen in Schutzhaft kommt, steht das Café Wernicke wiederum vor der Schließung.
Folge 10: Brot und Spiele

1936 – In Berlin finden die Olympischen Spiele statt. Blumenaus Verwandte kommen aus den Vereinigten Staaten zu Besuch, bekommen aber keine Eintrittskarten. Man bewundert die Wettkämpfe mittels modernen Fernsehgeräten und kann dem Regime dabei auch Positives abgewinnen. Als die Verwandten ihren restlichen Urlaub in Italien verbringen wollen, laden sie dazu Blumenau ein. Als Jude wird ihm allerdings die Ausreise nicht gestattet.
Folge 11: Swingtime

1938 – Im Café Wernicke wird mit Swing zum Tanz-Tee aufgespielt. Das Ehepaar Lampe gerät wiederum in große Schwierigkeiten. Außerdem wird bekannt, dass ihr Stammgast Blumenau – unterstützt von Freunden – heimlich das Land verlassen hat.
Folge 12: Blitzsieg

1939 – Der Krieg hat begonnen und viele werden zur Wehrmacht eingezogen. Lampe entgeht der Armee, sein Auto wird aber requiriert. Matschinski feiert den „Blitzsieg“ und für kurze Zeit wird das allgemeine Tanzverbot aufgehoben.
Folge 13: Freiwillig

1940 – Als sich der Hitlerjunge Elmau zur Waffen-SS meldet, benötigt er einen Nachweis seiner arischen Herkunft. Diesen kann er nicht erbringen und begeht enttäuscht von sich und seiner Familie Selbstmord.
Folge 14: Ostwind

1941 – Matschinski wird zur Armee eingezogen und verliert dadurch sämtlichen Einfluss auf das Café Wernicke. Das Servierfräulein Dolly versteckt ihren Sohn bei Freunden im Spreewald und meldet sich zum Roten Kreuz.
Folge 15: Ausgebombt

1943 – Familie Müller verliert durch die Bombardierung ihre Wohnung und wird der Wohnung von Familie Ellmau zugewiesen. Annegret Müller lernt Sturmbannführer Hager kennen und lädt ihn zu sich nach Hause ein. Herr Ellmau ist entsetzt, macht er doch diesen für den Selbstmord seines Sohnes verantwortlich.
Folge 16: Letztes Aufgebot

1944 – Das Café Wernicke ist weiterhin geöffnet; die Gäste rekrutieren sich aus Soldaten und Verwundeten. Konditormeister Lampe wird dem Volkssturm zugeteilt; durch einen Unfall kann er seinen Dienst aber nicht antreten.
Folge 17: Trümmer

1945 – Die Stadtkommandantur errichtet eine Volksgaststätte und rettet dadurch indirekt das Café Wernicke. Der Betrieb der Gaststätte kann nur durch Hamsterfahrten ins Umland und durch heimliche Geschäfte auf dem Schwarzmarkt aufrechterhalten werden.
Folge 18: Schwarze Ware

1948 – Durch Errichtung der Berliner Luftbrücke kann auch der Schwarzmarkthandel im Café Wernicke florieren. Matschinski kommt aus der Kriegsgefangenschaft und beginnt sich ebenfalls am Schwarzmarkt zu beteiligen. Nach ersten Erfolgen wird sein Vermögen durch die Währungsreform und das Ende der Blockade zunichtegemacht.
Folge 19: Schatten des Krieges

1949 – Die Auswirkungen des Krieges sind auch vier Jahre nach dessen Ende noch immer zu spüren. Ein Blindgänger in dem Nachbarsgebäude führt zu einer Räumung des Cafés und aller Bewohner. Herr Ellmau glaubt außerdem den ehemaligen SS-Sturmbannführer in einem Vorort Berlins wiederzuerkennen. Als er diesen stellen will, muss er jedoch feststellen, dass er sich geirrt hatte.
Folge 20: Neubeginn

1952 – Das Café Wernicke soll expandieren; der Konditormeister will einem Geschäftspartner zu neuem Geld verhelfen. Dieser versucht, ein modernes Tanz-Café zu gründen, der konservative Lampe will bei seinem Café bleiben. Durch die beginnende „Fresswelle“ ist die Zukunft des Café Wernicke gesichert.

## Synchronisation
Einige Rollen wurden synchronisiert.
| Rolle                  | Darsteller         | Synchronsprecher        |
| ---------------------- | ------------------ | ----------------------- |
| von Borck              | Franz Schafheitlin | Friedrich W. Bauschulte |
| Fritzensteins Freundin | Andrea Rau         | Rita Engelmann          |

## Veröffentlichung
Am 28. Februar 2007 ist die Serie erstmals von Lighthouse Home Entertainment auf vier DVDs erschienen. Am 21. November 2011 legte die Edel Germany GmbH diese mit einem Booklet nochmals neu auf und zuletzt veröffentlichte Pidax Film die Serie am 10. November 2017 – jedoch auf drei DVDs. Alle erhielten die Zulassung "freigegeben ab 6 Jahren" der FSK.

## Soundtrack
1979 erschien beim Label Philips auch gleich der von Peter Thomas arrangierte und produzierte Soundtrack zur Serie – aufgeteilt auf die beiden Langspielplatten "Tanz im Café Wernicke – Die schönsten Klänge aus der gleichnamigen Fernseh-Serie" (Philips 6305 414) sowie "Konzert im Café Wernicke – Die schönsten Klänge aus der gleichnamigen Fernseh-Serie" (Philips 6305 415). Als Künstler wurden bei beiden "Die Café Wernicke Kapelle" angegeben. Beide LPs erschienen am 8. Oktober 2010 dann auch auf 2 CDs plus Bonus-CD in der 3 CD-Box "Cafe Berlin – Peter Thomas und die Café Wernicke Kapelle".